# Centro cívico de Córdoba
El Centro Cívico del Bicentenario, conocido vulgarmente como Panal, es la sede del Gobierno de la Provincia de Córdoba en la ciudad de Córdoba, Argentina. Inaugurado el 3 de diciembre de 2011, reemplazó a la Casa de las Tejas, demolida para la apertura del Parque de las Tejas.

## Historia
A partir del año 1958, el Gobierno de la Provincia de Córdoba se instaló en la Casa de las Tejas, un edificio llamado así por sus techos a dos aguas revestidos en dicho material, que originalmente había sido pensado como Hogar de Ancianos por la Fundación Eva Perón. A pesar de que existieron diversos proyectos para trasladar a la administración, incluyendo uno que se construiría junto al Estadio Chateau Carreras, recién en el año 2008 el gobernador Juan Schiaretti dio impulso al traslado definitivo al nuevo Centro Cívico del Bicentenario.
El conjunto fue diseñado por el estudio de arquitectura Gramática-Morini-Pisani-Urtubey, asociados con Lucio Morini, y contempló tanto al Poder Ejecutivo y los ministerios provinciales como a la vivienda del gobernador y un centro de convenciones y auditorio, además de obras viales de acceso que incluirían un puente para conectar el conjunto cruzando el Río Suquía. Las obras se financiarían con la venta de la Casa de las Tejas, y luego de una selección de contratistas, fue elegida la compañía Electroingeniería.
Desde el comienzo, se decidió la división de la construcción en cuatro etapas: primero la torre principal, seguida por los estacionamientos, luego los ministerios y la residencia del gobernador, y finalmente el centro de convenciones. Las obras de la primera etapa comenzaron en julio de 2010 y avanzaron a un ritmo tan veloz que acapararon la provisión de cemento y materiales de obra en la ciudad.
La obra avanzó con tres turnos y gran esfuerzo, aunque por la complejidad de la tecnología necesaria el avance fue más lento de lo común, mientras el proyecto original sufrió modificaciones sobre la marcha y se superó el presupuesto original destinado a la obra. Mientras, las propiedades en la degradada zona donde se construía el conjunto, comenzaron a valorizarse alcanzando tasaciones que triplicaron sus valores anteriores.
En junio de 2011 el gobernador Schiaretti inauguró los puentes gemelos de acceso al Centro Cívico. Para mediados de noviembre, comenzó la mudanza de las oficinas gubernamentales al nuevo sitio, que fue inaugurado al público el 20 de noviembre, mientras la torre principal ya recibía el apodo popular de "el panal", por su aspecto llamativo con perforaciones geométricas. El gobernador Schiaretti inauguró oficialmente el edificio el siguiente 3 de diciembre.

## Arquitectura
Para la construcción del Centro Cívico del Bicentenario se tomó un predio sin uso que pertenecía a los talleres y zona de maniobras del Ferrocarril Mitre. El conjunto contempla la construcción de dos polos: el Centro Cívico propiamente dicho que permitirá nuclear a los empleados de la administración pública de la Provincia de Córdoba y el Centro de Convenciones.
El Centro Cívico está compuesto a su vez por dos edificios, uno en torre que aloja las actividades relacionadas con la administración pública, y otro más bajo, sobre el cual se encuentra Gobernación y alberga las actividades propias del Gobernador, de Fiscalía de estado y Secretaria General de la Gobernación, y también contiene los espacios donde se desarrollan las actividades sociales (Sala de Situación y Auditorio) y la residencia privada del Gobernador.

### La torre
El edificio nace de una forma simple: un prisma de 45 metros de alto por 26 metros de base, pero al cual se le aplica una rotación de 20 grados a los 16 metros de altura. Esto genera un volumen más complejo sobre la base de fachadas triangulares que producen un juego de luces y sombras. Para evitar la sensación plana que trasmitían las primeras fachadas que generaban la combinación de triángulos se comenzó a estudiar el arte abstracto geométrico y en especial a Victor Vasarely, tomando su juego geométrico de rombos como motivo para realizar perforaciones resaltando de tridimensionalidad en la fachada, que adquiere de esta manera una nueva dimensión.
La fachada incorpora un sistema de perforaciones basado en un patrón romboidal, inspirado en el teselado árabe. Este diseño, ejecutado en hormigón autocompactante, conforma un tabique perforado que funciona como parasol, lo que contribuye significativamente a la reducción de las necesidades de climatización en el interior.

### La casa espejada
El edificio bajo se desarrolla horizontalmente, con iluminación natural proveniente de su perímetro y de una serie de lucernarios superiores. Sus fachadas exteriores vidriadas están protegidas por enredaderas de baja densidad, con hojas caducas, dispuestas sobre un plano de metal desplegado sostenido por un sistema de maceteros lineales. La cubierta del edificio también es verde, con sectores de césped y áreas florales.
En esta cubierta se ubican la residencia y las oficinas del gobernador, lo que planteó desafíos relacionados con la privacidad. Para resolverlo, se implementó una fachada ventilada compuesta por dos planos de vidrio. El plano interior, vertical y con aberturas corredizas, utiliza vidrio de tonalidad gris oscuro. El plano exterior, alternadamente inclinado con ángulos positivos o negativos, también emplea vidrio gris oscuro, pero espejado. Este último plano permite reflejar desde la vía pública tanto la cubierta verde como el cielo, dependiendo del ángulo de visión.

El plano vidriado exterior está en contacto con un espejo de agua perimetral cuya variación de nivel permite regular el flujo de aire según la estación: en verano, una lámina de aire fresco ingresa por la parte inferior, se enfría al contacto con el agua, y asciende reduciendo la temperatura de la cámara intermedia; en invierno, el nivel del agua se eleva, impidiendo la entrada de aire y permitiendo que la cámara se caliente por falta de circulación. Este sistema pasivo de control climático ha contribuido a reducir los costos energéticos.